# Georg Schedlbauer
Georg Schedlbauer (* 1. November 1963 in Grünwald bei München) ist ein deutscher Maler, Grafiker und Musiker (Komponist).
Nach Abschluss der Fachoberschule für Gestaltung in München arbeitet er als Layouter und Grafiker in Münchner Verlagen (Bertelsmann, Schwarzer Verlag).
Erste Ausstellungen finden in Galerien um München, Hagen und Wien statt. Es folgen Buchtitel-Illustrationen für den Heyne Verlag (Röde Orm) und andere. Weitere Einzelausstellungen in Deutschland und Österreich sowie Gruppenausstellungen in Europa und den USA.
Bevorzugte Motive sind phantastische Landschaften und Impressionen in Öl-Lasur- beziehungsweise Aquarell-Mischtechniken, die sich durch Harmonie und Leuchtkraft der Farben auszeichnen.

Zitat aus der Vita: 

„Die Bilder von Georg Schedlbauer haben etwas mit Träumen zu tun. Kompositionen aus Licht und Wasser, Ausflüge in ‚reale‘ und ‚phantastische‘ Landschaften in Öl, Mischtechnik und Aquarell. Bilder die den Betrachter entführen, heraus aus dem Alltag in eine andere, eine ruhigere, harmonische Welt.“